# Thaïs (italiensk film fra 1917)
Thaïs er en italiensk stumfilm fra 1917 af Anton Giulio Bragaglia.